# Titanoecoidea
Titanoecoidea es una superfamilia de arañas araneomorfas, constituida por dos familias de arañas con ocho ojos:
- Phyxelididae:  12 géneros, 54 especies
- Titanoecidae: 5 géneros, 49 especies